# KDU–414

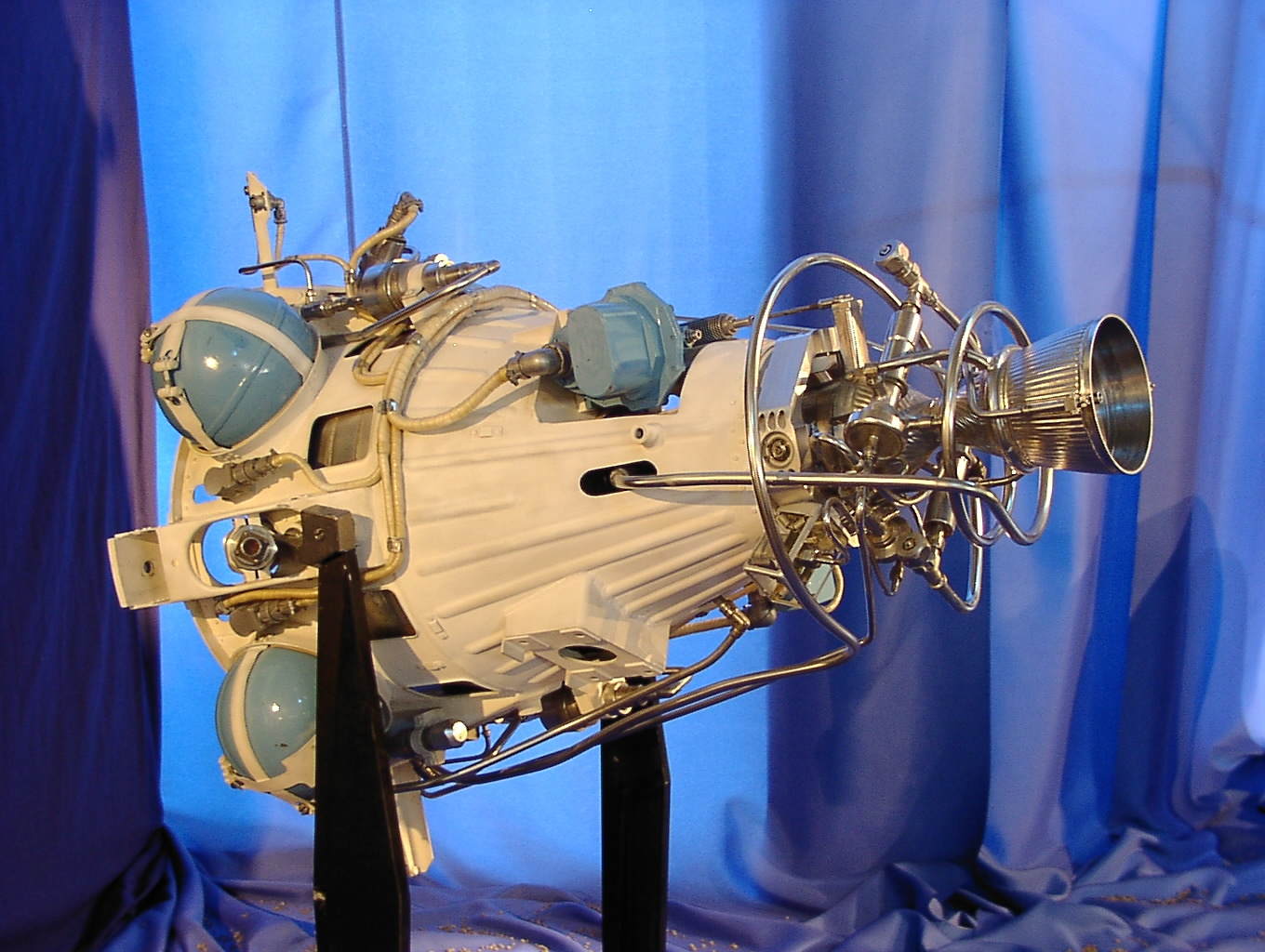
A Molnyija−1 műholdakon használt KDU–414 hajtómű-blokk. Jobbra a rakétahajtómű, balra a sűrített nitrogén szürke tartályai láthatók.

A KDU–414 (oroszul: КДУ – Корректирующая Двигательная Установка, magyar átírásban: Korrektyirujuscsaja Dvigatyelnaja Usztanovka, magyarul: korrekciós hajtóműegység) szovjet pályakorrekciós hajtómű, melyet szovjet műholdakon és űrszondákon alkalmaztak 1965-től az 1980-as évekig. GRAU-kódja 11D414.

## Története
A hajtóműegységet 1960–1965 között fejlesztették ki az Alekszej Iszajev irányítása alatt álló OKB–2 (később KBHM) tervezőirodában. 1965-től alkalmazták műholdakon és űrszondákon. Ilyen hajtóművet építettek a Molnyija–1, Molnyija–2 és Molnyija–3 típusú távközlési műholdakba, néhány Koszmosz jelzéssel indított műholdba, valamint a Marsz–1, Venyera–1, Zond–2 és Zond–3 űrszondákba.

## Jellemzői

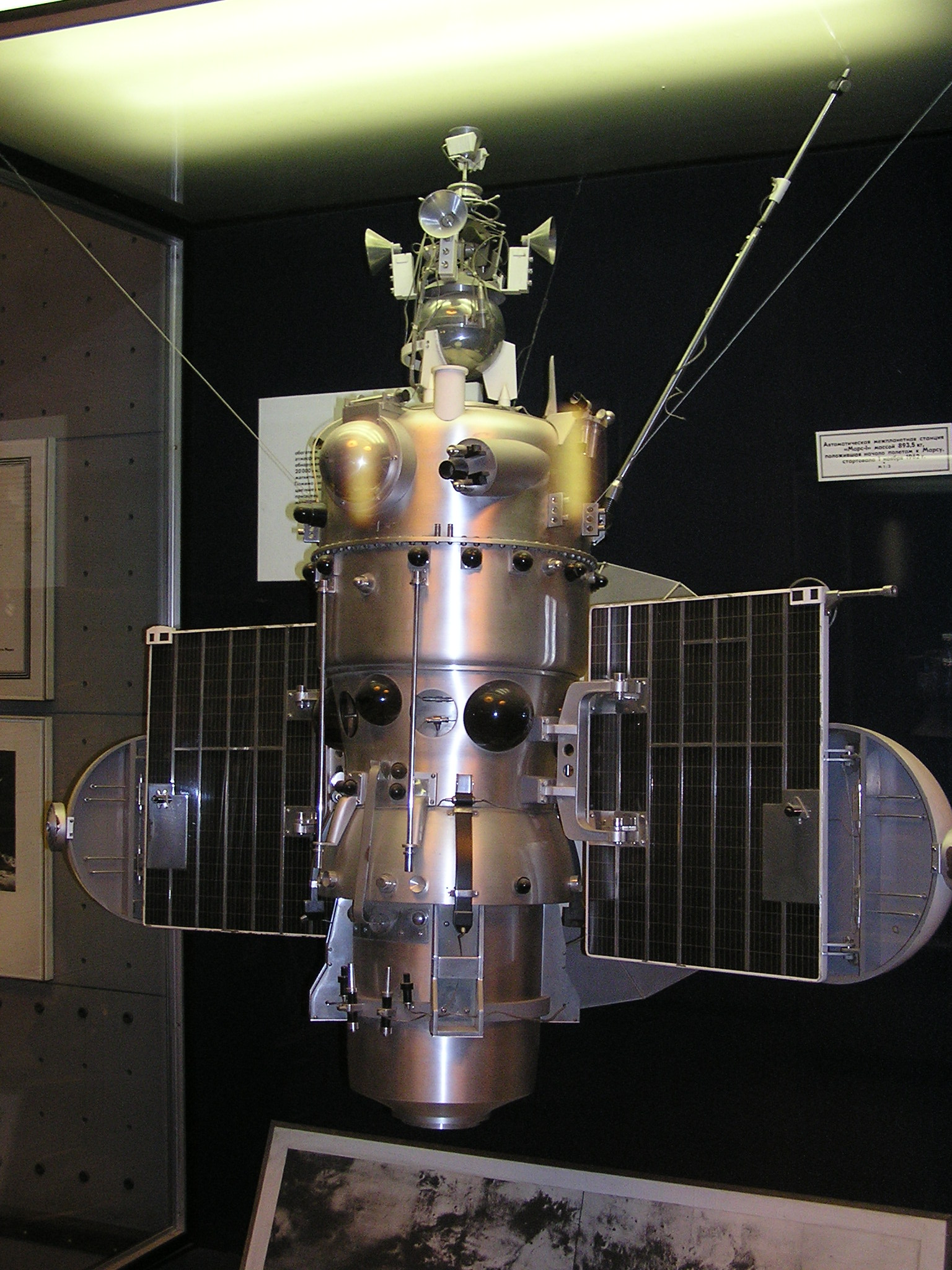
A Marsz–1 makettje. Az űrszonda tetején látható a KDU–414 hajtómű

A hajtómű-blokk két fő részből áll: az SZ5.19 típusú egykamrás folyékony hajtóanyagú rakétahajtóműből, valamint a hozzá kapcsolódó, gömb alakú hajtóanyagtartályból. A hajtóanyag két komponense, a tüzelőanyag és az oxidálóanyag a tartály két, egymástól elválasztott részében helyezkedett el. A hajtóanyag-komponenseket sűrített gáz (nitrogén) nyomása továbbította a tartályból a hajtóműhöz. A nitrogéntartályok a hajtóanyagtartály körül helyezkedtek el. A hajtóanyagtartályban a nitrogén nem érintkezett közvetlenül a hajtóanyag-komponensekkel, hanem egy hajlékony ballonba engedték, és ez szorította ki a hajtóanyagot a tartályból. Tüzelőanyagként aszimmetrikus dimetilhidrazint, oxidálóanyagként salétromsavat alkalmaztak. Ez hipergol, azaz öngyulladó hajtóanyagként viselkedik, a két anyag egymással érintkezve begyullad, külön gyújtásra nincs szükség a hajtóműnél. A hajtómű és a hajtóanyag-tartály között kaptak helyet a szabályozórendszer berendezései, melyeket szintén sűrített nitrogénnel működtettek. A hajtómű tolóerővektorának irányát a hajtómű két síkban történő elforgatásával lehetett változtatni. Ezt egy kardáncsuklós felfüggesztés biztosította.

## Műszaki adatok
- Hossz: 1000 mm
- Átmérő: 700 mm
- Száraz tömeg: 61 kg
- Tolóerő: 1,96 kN
- Fajlagos impulzus: 272 s
- Üzemidő: 40 sec
- Kamranyomás: 1,18 MPa
- Oxidálóanyag-tüzelőanyag arány: 2,6